# آلدو پوچینلی
آلدو پوچینلی (انگلیسی: Aldo Puccinelli; ۲۵ دسامبر ۱۹۲۰ – ۱۱ مارس ۱۹۹۴) بازیکن فوتبال اهل ایتالیا بود.
از باشگاه‌هایی که در آن بازی کرده‌است می‌توان به باشگاه فوتبال لیورنو و باشگاه ورزشی لاتزیو اشاره کرد.